# Hylebates chlorochloe
Hylebates chlorochloe là một loài thực vật có hoa trong họ Hòa thảo. Loài này được (K.Schum.) Napper mô tả khoa học đầu tiên năm 1963.